# Thrips florum
Thrips florum (лат.) — вид трипсов рода Thrips из семейства Thripidae (Thysanoptera).

## Распространение
Этот вид широко распространен в тропиках, в том числе, встречается в Африке и Азии.

## Описание
Мелкие насекомые (длина около 1—2 мм) с четырьмя бахромчатыми крыльями. От близких видов отличаются следующими признаками: клавус переднего крыла с терминальным отростком короче субтерминального; мезонотум без линий скульптуры вблизи передней пары кампаниформных сенсилл; голова с заднеглазничными волосками II значительно меньше волосков I. Антенны состоят из 7 или 8 члеников.